# Matt Morgan
Pour les articles homonymes, voir Matt et Morgan.
Cet article concerne un catcheur. Pour le joueur de basket-ball, voir Matt Morgan (basket-ball).
Matthew Thomas Morgan (né le 10 septembre 1976 à Fairfield, Connecticut) est un catcheur (lutteur professionnel) américain. Il se fait connaitre comme participant de la saison deux de WWE Tough Enough puis peu de temps après la World Wrestling Entertainment l'engage. Après un passage au sein de l'Ohio Valley Wrestling (OVW) entre 2002 et 2003 il rejoint la WWE où il reste jusqu'en 2005. Après un passage au Japon à la New Japan Pro Wrestling et dans diverses fédérations en Amérique du Nord et en Europe, il s'engage avec la Total Nonstop Action Wrestling (TNA) en 2008. Au sein de cette fédération, il remporte à deux reprises le championnat du monde par équipe de la TNA d'abord avec Hernandez puis Crimson. Entre 2011 et 2012, il lutte aussi en Inde à la Ring Ka King (une fédération appartenant à la TNA) où il devient le premier champion du monde poids-lourds. En 2013, la TNA met fin à son contrat et depuis il lutte dans diverses fédérations.

## Jeunesse et carrière de basketteur
Morgan est un des ailier de l'équipe de basket-ball de l'université de Monmouth où il dispute un total de 27 matchs sur deux saisons, terminant sa carrière universitaire avec une moyenne de 1,3 point par rencontre. Il termine ses études à l'université Chaminade d'Honolulu puis tente sa chance en NBA chez les Pacers d'Indiana et les Raptors de Toronto mais n'y signe pas de contrat.

## Carrière de catcheur

### World Wrestling Entertainment (2002-2005)

#### Tough Enough et Ohio Valley Wrestling (2002-2003)
Début 2002, Morgan est un des participants de l'émission WWE Tough Enough produite par la World Wrestling Entertainment (WWE) mais une déchirure d'un des ligament du genou droit l'empêche contraint la WWE à le retirer du programme. Néanmoins, il impressionne les entraîneurs et s'engage avec la WWE qui l’envoie à l'Ohio Valley Wrestling (OVW), le club-école de la WWE basé dans le Kentucky. Il y fait son premier match qu'il perd au côté de David Flair face à Damaja et Doug Basham le 24 juillet. Il fait son premier match télévisé à l'OVW le 4 septembre où avec Mark Henry il bat Seven et Travis Bain. Il reste à l'OVW jusqu'en octobre 2003 sans être impliqué dans des matchs de championnat.

#### SmackDown (2003-2004)
Il fait ses débuts à la WWE le 30 octobre 2003 à SmackDown!, où Paul Heyman l'annonce comme membre de l'équipe de Brock Lesnar aux Survivor Series avec Big Show et Nathan Jones. La semaine suivante, avec l'équipe Lesnar et A- Train attaquent John Cena après sa victoire sur Rey Mysterio, plus tard Lesnar, Morgan, Jones et A- Train perdent un match à handicap face à Kurt Angle (le leader de l'équipe adverse de celle de Lesnar) et Chris Benoit par disqualification à la suite de l'intervention du Big Show. Le 16 novembre au cours des Survivor Series, l'équipe Lesnar perd face à l'équipe Angle (Angle, Benoit, Cena, Hardcore Holly et Bradshaw) où Morgan se fait éliminer par Angle. Le 27 novembre, il perd par soumission face à Chris Benoit, plus tard il participe à une bataille royale pour désigner le challenger pour le championnat de la WWE où il se fait sortir par Cena qui remporte ce match avec Benoit (les deux hommes s'éliminent en même temps). Le 18 décembre, il continue sa série de défaites dans un match par équipe avec A- Train face à Shannon Moore et Hardcore Holly où le contrat de ce dernier est en jeu.
Le 25 janvier 2004, il participe au Royal Rumble match durant le spectacle éponyme où il entre en 9e position et élimine The Hurricane avant de se faire sortir par Chris Benoit.

#### Retour à l'Ohio Valley Wrestling (2004-2005)
Il retourne à l'Ohio Valley Wrestling (OVW) quelques jours après le Royal Rumble durant l'enregistrement de l'émission du 31 janvier et perd avec Johnny Jeter un match par équipe face à Inspector Impact et Nick Dinsmore. Le 14 avril au cours de l'enregistrement de l'émission du 17, il bat Dinsmore pour devenir champion poids-lourds de l'OVW. Il perd ce titre le 13 octobre durant l'enregistrement de l'émission du 16 face à Chris Cage.
Il devient à nouveau champion poids-lourds de l'OVW le 13 avril 2005 en battant Elijah Burke et ce dernier récupère ce titre deux semaines plus tard,.

#### Retour à SmackDown et départ (2005)
Morgan retourne à SmackDown le 21 avril où il incarne un bègue et remporte rapidement son match face à Brett Matthews,. Il devient l'allié de Carlito à partir du 19 mai.

### Promotions japonaises et européennes
Morgan fait une tournée avec la New Japan Pro Wrestling à la fin de 2005, en battant Yuji Nagata dans son premier match. Il interprétait un ganjin (monstre) et, avec Brock Lesnar, était pressenti à devenir l'un des catcheurs les plus grands de la NJPW, mais ce projet fut abandonné quand il quitta la NJPW pour aller à la All Japan Pro Wrestling. Morgan fait ses débuts à la AJPW en tant que membre de l'équipe de Taka Michinoku. Lui et Mark Jindrak ont aussi catché pour HUSTLE en équipe sous les noms de Sodome et Gomorrhe.
Morgan a également travaillé pour la Nu-Wrestling Evolution en Italie et aussi en Autriche où il a participé au Monster Heel dans un Royal Rumble à 20. Lui et Joe E. Legend sont devenus alliés mais n'ont pas réussi à battre le héros autrichien Big Van Walter.

### Total Nonstop Action Wrestling (2007-2013)

#### Débuts (2007)

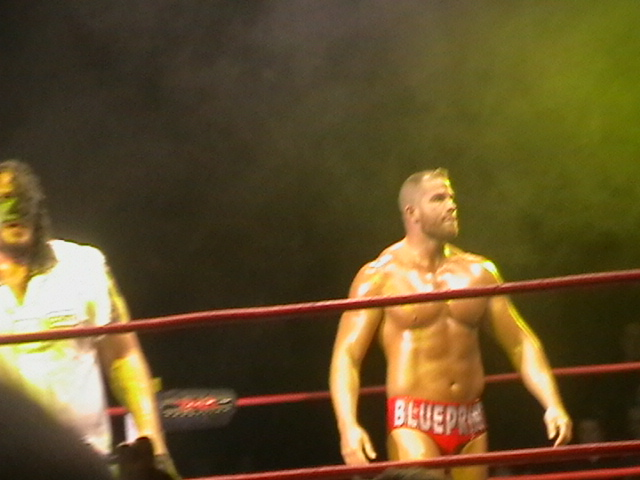
Morgan pendant sa rivalité avec Abyss.

Morgan fait ses débuts à la Total Nonstop Action Wrestling (TNA) le 7 août 2007, apparaissant brièvement en backstage mettant en vedette Eric Young et Jeremy Borash. Le 9 août, il apparaît aux côtés de Jim Cornette. Morgan a été l'arbitre spécial dans le match en cage de Samoa Joe contre Christian Cage à Bound for Glory 2007. Il permit à Cage de battre pour la première fois Samoa Joe.
Morgan devait retenir Tomko et A.J. Styles pour ne pas qu'ils interviennent dans le match de qualification pour le TNA World Heavyweight Championship entre Samoa Joe et Christian Cage.

#### Rivalité avec Abyss, Heel Turn et alliance avec Abyss (2008-2009)
Le 3 avril 2008, il a été révélé que Morgan avait permis à l'équipe Tomko d'ajouter James Storm à leur équipe, leur donnant l'avantage (5 contre 4), mais à la fin, Morgan rejoint finalement l'équipe Cage. Il devint donc un favori de la foule, et en raison de ses capacités, il reprit le surnom de "The Blueprint". Morgan a fait équipe avec Kip James à Sacrifice de par le résultat du Deuces Wild Tournament. Ils ne réussirent pas à remporter les TNA World Tag Team Championship à cause d'une mauvaise coordination entre les deux hommes. Il a ensuite commencé une rivalité avec la Rock n 'Rave Infection après avoir battu Jimmy Rave en moins de deux minutes le 17 juillet. Lance Rock lui proposa un match que Morgan accepta et où il écrasa Rock.
Morgan fit alors équipe avec Abyss et entamèrent une rivalité avec la Team 3D. Le duo défait la Team 3D à No Surrender 2008 mais perdit à Bound for Glory IV dans un Fatal-4 Way Tag Team match avec Beer Money Inc. et les LAX pour le TNA Tag Team Championship. À iMPACT!, ils remportèrent un Fatal-4 Way Ladder Tag Team match pour devenir challengers no 1 pour les titres par équipe à Final Resolution contre Beer Money Inc., mais perdirent le match après qu'Abyss eut reçu un coup de poing américain alors que l'arbitre était distrait.
Ils gagnèrent une troisième chance aux titres à Genesis contre Beer Money Inc. et les champions Jay Lethal et Consequences Creed. Pendant le match, Abyss frappa accidentellement Morgan avec l'une des ceintures, qui se fit tabasser par Beer Money Inc.
À iMPACT!, ils durent affronter Lethal et Creed pour déterminer les challengers no 1 aux titres par équipe et qui se termina à nouveau par une attaque sur Morgan à cause d'Abyss. Au iMPACT! du 23 janvier, ils affrontèrent Beer Money Inc. dans un No-Title First Blood Tag Team match. Vers la fin du match, Morgan frappa Abyss avec une chaise, ce qui le fit saigner et donna la victoire à Beer Money Inc. et devint heel. Cette action a lancé la rivalité avec Abyss. Au Against All Odds, Abyss bat Morgan (qui lutta en dépit d'une infection staphylococcique à l'os de l'épaule droite). Trois semaines plus tard, Morgan défia Abyss dans un 10 000 Tacks match à TNA Destination X. Abyss accepta le défi, après que Morgan eut menacé Lauren Brooks. Morgan remporta le match après avoir porté son Carbon Printboot sur Abyss qui atterrit sur deux tables couvertes de punaises. La rivalité s'est terminée à TNA Lockdown dans un Doomsday Chamber of Blood match, dans lequel chaque catcheur qui saigne est éliminé. Morgan remporta la victoire après l'intervention du psychiatre d'Abyss, Dr. Stevie qui frappa son patient dans le bas du dos et un Chokebomb sur des punaises.

#### Rivalité avec la Main Event Mafia et Face Turn (2009)
Les semaines suivantes ont vu Morgan tenté d'intégrer The Main Event Mafia. Il affronta Sting à Slammiversary, mais ne parvint pas à le vaincre et ne put rejoindre la MEM. À TNA Victory Road, il défait Daniels. Le 13 août, à iMPACT!, Morgan défait A.J. Styles pour obtenir une place dans le Triple Threat match à Hard Justice face à Sting et Kurt Angle. Il perdit le match après qu'Angle l'eut frappé avec une chaise. Lors de No Surrender, Morgan attaqua Kurt Angle et lui coûta le titre, redevenant un favori de la foule, dans un Five-Way match impliquant également Sting, Hernandez et A.J. Styles qui remporta le match et le titre. Le 24 septembre, à iMPACT!, il fit équipe avec Hernandez contre Kurt Angle et Eric Young, confirmant son statut de face. Le 5 octobre, il annonça sur sa page Twitter qu'il avait signé un contrat de 5 cinq ans avec la TNA. Morgan entama une rivalité avec Angle qui aboutit à un combat à Bound for Glory 2009. Malgré sa défaite, Morgan gagna le respect d'Angle.

#### Alliance avec Hernandez, TNA World Tag Team Champion et Nouveau Heel turn (2009-2010)

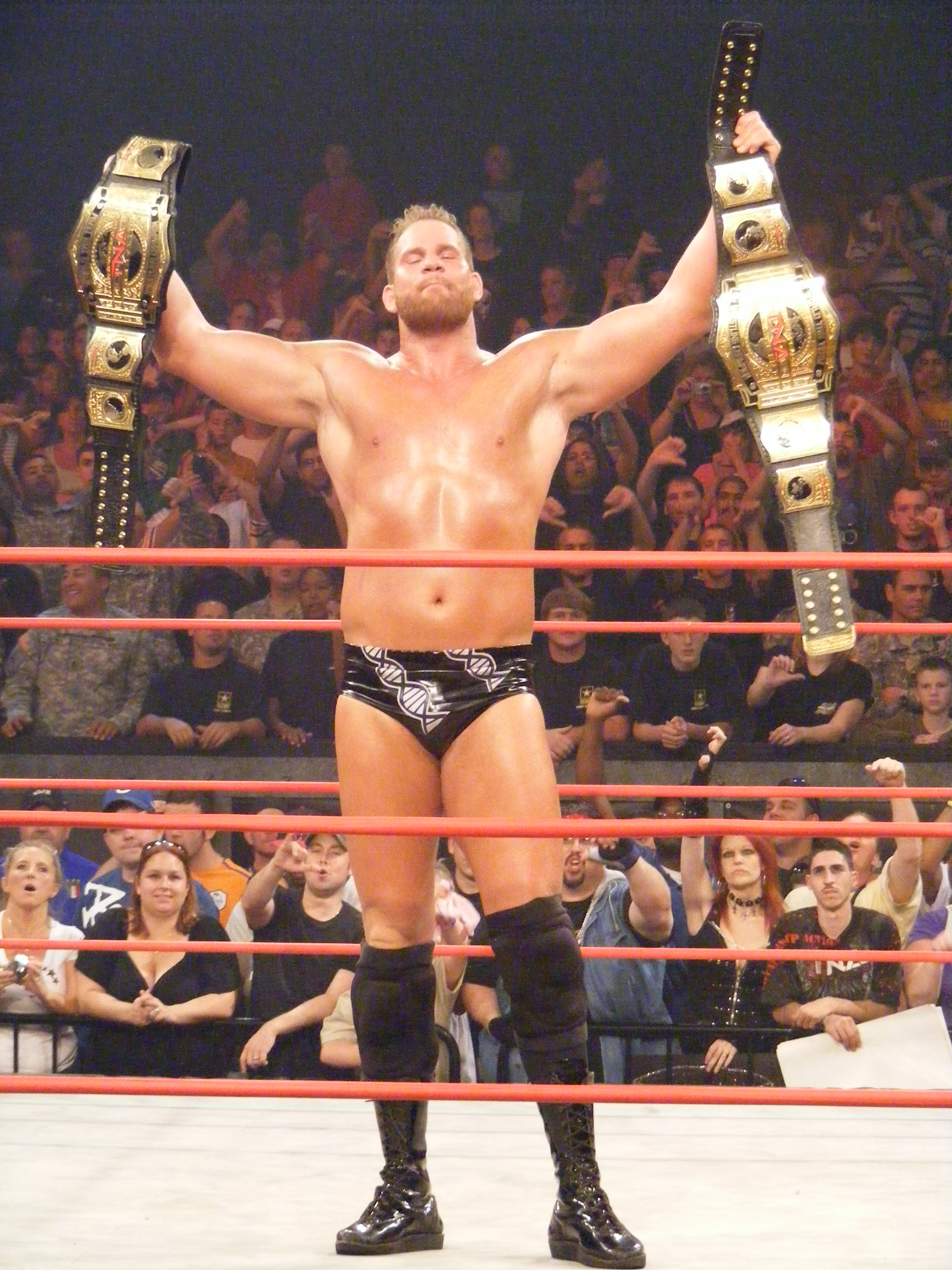
Morgan TNA Tag team Champion en solo

Depuis lors, il a fait équipe avec Hernandez et D'Angelo Dinero et passe à une rivalité avec Rhino et la Team 3D qui accusent la TNA de favoriser les jeunes talents de la compagnie. À Turning Point, Rhino et la Team 3D battaient Morgan, Dinero et Hernandez. Mais à Final Resolution, Morgan, Hernandez, Suicide et Dinero battent la Team 3D, Rhino et Jesse Neal dans un Eight Man Elimination Match et prennent ainsi leur revanche.
Le 04/01/2010, Morgan et Hernandez battent Dr. Stevie et Raven pour devenir les challengers no 1 aux TNA World Tag Team championships détenus par la British Invasion (Doug Williams et Brutus Magnus) à Genesis 2010.
À Genesis, il gagne son premier titre par équipe avec Hernandez (Premier titre à la TNA). Au Against All Odds, dans le cadre du 8 Card Stud Tournament, Morgan et Hernandez ont été obligés de s'affronter lors du premier tour. Morgan défait Hernandez en tirant parti de son épaule blessée et en profite pour mettre la main sur sa mallette, montrant peut-être un autre heel turn. Cependant, Morgan perdra en demi-finale face à D'Angelo Dinero qui sera le vainqueur du tournoi. À Destination X, Morgan et Hernandez conservent leur titre par équipe face à Beer Money Inc. malgré de gros problèmes de communication entre les deux champions. Après le match, Morgan porta son Carbon Printboot à Hernandez puis quitta le ring avec les deux ceintures, démarrant un nouveau heel turn. Le lendemain, à iMPACT!, Morgan défait Hernandez par forfait après que Morgan a porté son carbon footprint sur la tête d'Hernandez qui rebondit contre le bord du ring.
Avec Hernandez retiré des rings pour plusieurs mois, Morgan se déclara le seul TNA World Tag Team Champion lors du iMPACT! du 5 avril. Par la suite, il défendit avec succès les titres avec divers partenaires tels Amazing Red, Shark Boy ou Jesse Neal, les attaquant après le match. Le 3 mai à iMPACT!, il est annoncé que Morgan devra défendre les TNA World Tag Team Championship à Sacrifice face à Jesse Neal et Shannon Moore, tous deux qu'il avait attaqué les deux semaines précédentes et que Hulk Hogan lui aurait choisi un partenaire pour le match. Le 13 mai à iMPACT!, Morgan exigea de savoir qui serait son partenaire et que, s'il n'avait pas de réponse, il ferait de son match contre Generation Me (Jeremy et Max Buck) un bain de sang. Toutefois, Samoa Joe intervint sur le ring pour arrêter ça et porter à Morgan son Muscle Buster. Puis arriva The Band. Kevin Nash encaissa son "Feast or Fired" et effectua le tombé sur Morgan pour que Scott Hall et lui-même deviennent les nouveaux TNA World Tag Team Champions.
Lors de l'édition iMPACT! du 3 juin, Morgan a été distrait par quelqu'un du public, ce qui lui coûta son match face à Samoa Joe, Sting et le vainqueur du match, le TNA World Heavyweight Champion Rob Van Dam. Les caméras ont tout de suite montré ce qui avait distrait Morgan, mais personne ne pouvait vraiment voir qui c'était. Mais Taz et Mike Tenay crurent que c'était Hernandez. La semaine suivante, Hernandez fit son retour officiel en attaquant Morgan. Après l'attaque, The Band donna à Morgan l'opportunité d'un match retour pour le TNA World Tag Team Championship qui conserva les titres facilement. À Slammiversary, Morgan défait Hernandez par disqualification, après que Hernandez a bousculé l'arbitre, quand il en avait obtenu assez de lui pour aller le réprimander après Morgan. Il affronta Hernandez dans un Steel Cage match à Victory Road 2010, match qu'il perdit.

#### Rivalité avec Mr. Anderson, Fortune et Face Turn (2010-2011)

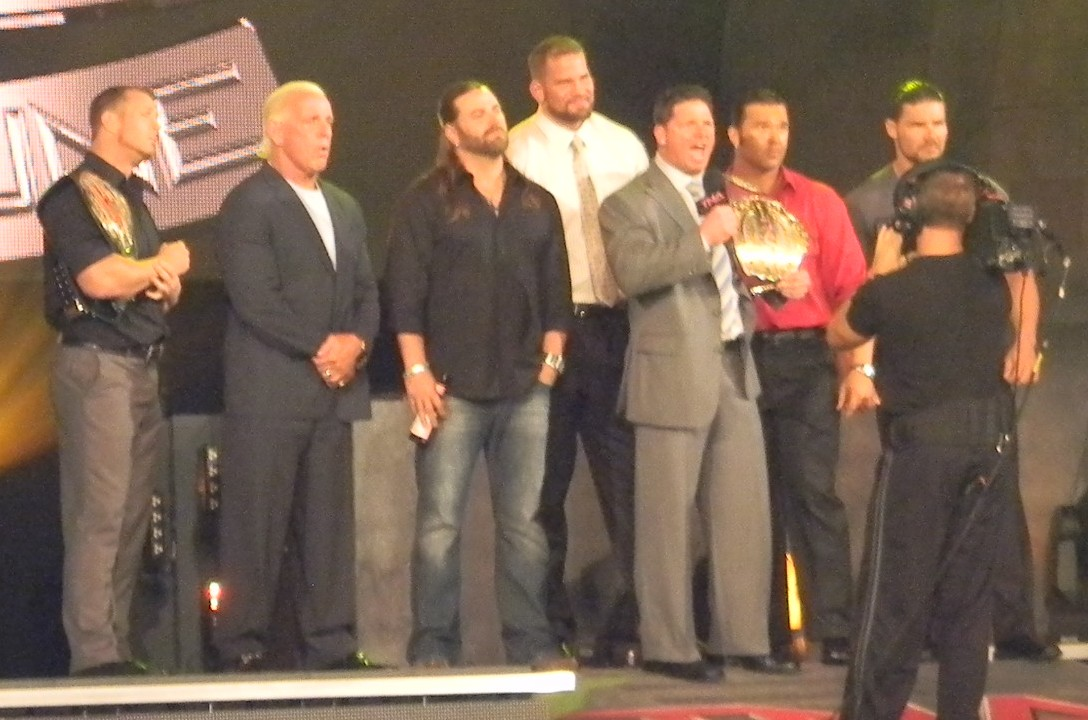
Morgan avec Fortune

Le 15 juillet, lors de l'édition iMPACT!, Morgan alla attaquer D'Angelo Dinero, après avoir perdu face à lui dans un match simple, mais fut arrêté par Mr. Anderson. La semaine suivante, Anderson défait Morgan qui vint l'attaquer et le faire saigner. Lors de l'édition iMPACT! du 29 juillet, Morgan fut impliqué dans une altercation avec Jeff Hardy et Mr. Anderson, au cours de laquelle deux agents de la sécurité, Gunner et Murphy sortirent et attaquèrent Hardy et Anderson. Plus tard dans la soirée, Morgan, Gunner et Murphy perdirent un match handicap 2 contre 3 face à Hardy et Anderson, après que Morgan quittait les abords du ring. Lors de l'édition iMPACT! du 12 août, Morgan rejoint le clan Fourtune de Ric Flair composé de A.J. Styles, Kazarian, Robert Roode, James Storm et Douglas William. Le groupe attaque EV 2.0, un clan formé d'anciens membres de la ECW (Mick Foley, Tommy Dreamer, The Sandman et Raven). À Bound for Glory, Morgan, Styles, Kazarian, Roode et Storm perdent contre EV 2.0 (Tommy Dreamer, Rhino, Raven, Stevie Richards et Sabu dans un TNA Lethal Lockdown match qui devait terminer la rivalité des deux clans. À iMPACT!, Fortune s'associa avec le nouveau clan de Hulk Hogan et Eric Bischoff pour n'en former plus qu'un : Immortal.
À l'épisode de Impact! précédant Turning Point, Matt Morgan effectue un face turn en utilisant lade Mr. Anderson et en assommant Eric Bischoff. Il affronta Jeff Hardy à TNA Turning Point pour le TNA World Heavyweight Championship mais perdit ce match. Lors de l' iMPACT! du 18 novembre, il bat Ric Flair. Lors de l'Impact du 2 décembre, il affronte Rhino dans un match qui se finira en No Contest. Il affronte une nouvelle fois Jeff Hardy a Final Resolution 2010 Lors de l'Impact du 23 décembre, lui, les Motor City Machine Guns et Rob Van Dam battent Beer Money, Jeff Hardy et Abyss permettant aux Motor City Machine Guns de conserver leurs titres.
Lors de Genesis, il perd contre Mr. Anderson et ne devient pas challenger no 1 au titre TNA Championship
Il est annoncé sur lede la TNA qu'à TNA Against All Odds, il affrontera Mr. Anderson pour le TNA World Heavyweight Championship.
Il eut une nouvelle chance de remporter le TNA World Heavyweight Championship, mais perdit le match par disqualification à la suite de l'intervention du nouveau membre des Immortals, Hernandez, qui revint après une absence des rings de plus de six mois. Lors de l'Impact du 24 mars, lui et Devon perdent contre Hernandez et Arnaquia dans un Street Fight Match.
Lors de Lockdown 2011, il bat Hernandez.

#### BFG Series, blessure et rivalité avec Crimson et Samoa Joe (2011)
Il débute ensuite une rivalité avec Scott Steiner pour savoir qui va être aspirant au titre de World Champion de la TNA. Lors de Slammiversary IX, il bat Scott Steiner. Il est qualifié pour les Bound for Glory Series le 16 juin, lors de Impact Wrestling. Lors du 21 juillet, il participe à un Ladder match qu'il gagne, comprenant, Samoa Joe, Gunner et AJ Styles. Il est présent au commentaire de chaque Bound for GloryMatch de chaque participant à ce tournoi, mais n'intervient jamais car il a subi une blessure qui l'éloigne des rings pendant deux mois. Lors de No Surrender, il bat Samoa Joe. Lors de Bound For Glory, il perd contre Crimson, alors qu'il n'a ni abandonné, ni subi le tombé, dans un Three-Way War match qui comprenait aussi Samoa Joe. À iMPACT!, Joe bat Morgan dans un match de soumission. Lors de Turning Point, il affronte Crimson dans un match qui se finit en No Contest.

#### Alliance avec Crimson, TNA World Tag Team Champion, nouvelle rivalité avec Crimson et départ (2011-2012)
Lors de l'Impact Wrestling suivant, lui et crimson remportent le TNA World Tag Team Championship face a Anarquia et son ancien partenaire Hernandez. Lors de Final Resolution, il conserve le titre avec Crimson contre The Pope et Devon. Durant ce même mois, Morgan part dans la filiale de la TNA en Inde la Ring Ka King, il bat Scott Steiner dans la finale d'un tournoi pour devenir le premier Ring Ka King Heavyweight Champion. il perd son ring ka king Heavyweight Championship le 21 décembre 2011 contre Magnus.Lors de Génésis 2012, ils conservent le TNA Tag Team Championship avec Crimson contre Samoa Joe et Magnus. Ils perdent leurs titres lors de Against All Odds 2012 contre Samoa Joe & Magnus.
Lors de l'Impact Wrestling du 23 février 2012, ils utilisent leur match revanche pour regagner leur titre TNA Tag Team Championship mais ils échouent à cause d'une mésentente, Crimson spear Morgan au lieu de Samoa Joe. Lors de Victory Road, Crimson et lui perdent contre Samoa Joe et Magnus et ne remportent pas les TNA Tag Team Championship. Lors d'impact du 22 mars il vient attaquer Crimson dans le backstage.
Lors de TNA Lockdown il perd contre Crimson dans un Steel Cage Match. Lors d'Impact du 19 avril lui et Austin Aries perdent contre Crimson et Bully Ray. Lors d'Impact du 10 mai, Matt Morgan ce fait violemment attaquer par Bully Ray alors qu'il devait affronter Crimson.

#### Retour, Heel Turn, Alliance avec Joey Ryan et Départ (2012-2013)
Il fait son retour lors de Bound For Glory en aidant Joey Ryan défaire Al Snow pour gagner un contrat TNA et effectue un Heel Turn. Lors de Final Resolution, Joey Ryan et lui perdent contre Chavo Guerrero et Hernandez par disqualification et ne remportent pas les TNA Tag Team Championship. Lors de Genesis 2013, Joey Ryan et lui perdent contre Chavo Guerrero et Hernandez et ne remportent pas les TNA World Tag Team Championship.Lors de Ten, il bat Cassidey Riley, Chase Stevens, Jesse, Johnny Devine, Johnny Swinger, Joseph Parks, Mr. Anderson et Shark Boy dans un Gauntlet Battle Royal Match. Lors de Impact Wrestling du 21 mars, il gagne contre Joseph Parks. Lors du Impact Wrestling du 2 mai, il perd contre Sting et ne devient pas challenger no 1 pour le titre poids-lourds. Lors de One Night Only: Joker's Wild 2013, Robbie T et lui battent Al Snow et Joey Ryan lors du premier tour du Joker Wild Tournament. Le soir même, lors de la finale, il perd contre James Storm dans une Gauntlet Battle Royal.
Le 9 juillet, il a été annoncé que Morgan avait demandé et obtenu une libération de son contrat TNA.[réf. nécessaire]

### Circuit Indépendant (2013-2014)
Le 26 octobre 2013 il remporte le NWA FUW Heavyweight Championship.le 21 février 2014 il perd le titre contre Michael Tarver.

### Retour à la Total Nonstop Action Wrestling (2015)

#### Retour à la TNA (2015)
Il fait son retour à la TNA le 24 juin en aidant Vader qui se faisait attaquer par Bram. Lors de Slammiversary, il perd contre Bram.

### Retour à Impact Wrestling (2017)
Le 6 avril, il fait son retour à Impact Wrestling pour rejoindre l'équipe de Jeremy Borash pour affronter l'équipe de Josh Mathews, la semaine suivante.

## Palmarès
- Ring Ka King
  - RKK Heavyweight Championship (1 fois)
- Far North Wrestling
  - FNW Heavyweight Championship (1 fois)

- Ohio Valley Wrestling
  - OVW Heavyweight Championship (2 fois)

- NWA Florida Underground Wrestling
  - NWA Florida Heavyweight Championship (1 fois)

- Total Nonstop Action Wrestling
  - 3 fois TNA World Tag Team Championship 1 fois avec Hernandez, 1 fois avec Crimson, 1 fois en solo

## Récompenses des magazines
- Pro Wrestling Illustrated

| Année | 2003 | 2004 | 2005       | 2006 | 2007       | 2008 | 2009 | 2010 | 2011 | 2012 | 2013 | 2014 | 2015 à 2016 | 2017 |
| ----- | ---- | ---- | ---------- | ---- | ---------- | ---- | ---- | ---- | ---- | ---- | ---- | ---- | ----------- | ---- |
| Rang  | 169  | 49   | Non classé | 410  | Non classé | 126  | 86   | 38   | 32   | 50   | 134  | 184  | Non classé  | 158  |

## Autres médias
En 2008, Morgan accepta la proposition de participer à la troisième saison de American Gladiators en tant que gladiateur. Morgan, sous le nom de La Bête, fit ses débuts au cours de la première soirée de la demi-finale à la joute. Il a battu ses deux adversaires en moins de huit secondes.
Morgan a participé au tournage de la série Good Guys où il interprète le rôle de Sacha, un prisonnier.

## Vie personnelle
Morgan a annoncé dans un épisode de iMPACT!, au cours du débat TNA Webographie des TNA Superstars, qu'il était marié depuis quatre ans à une femme dénommée Larissa Filipino, originaire d'Hawaï. Au cours de cette Webographie, il a aussi annoncé que, quand il avait cinq ans, on lui diagnostiqué un déficit de l'attention avec hyperactivité (TDAH).
Dans une interview avec Pro Wrestling Report sur 540 ESPN Radio, il aurait déclaré : "Je suis un grand fan de Jay-Z" et que son surnom "The Blueprint" avait été inspiré par l'album du même nom.
En août 2008, il a été annoncé que Matt Morgan avait donné un échantillon de son ADN qui serait envoyé dans l'espace dans le cadre du projet "Opération Immortalité" du concepteur de jeux vidéo Richard Garriott.